# تسجيل دخول
عادةً ما يستخدم تسجيل الدخول أو الولوج للوصول إلى صفحات معينة في شبكة الانترنت والتي لا يمكن لغير المسجلين مشاهدتها وقد يستخدم رمز الدخول لتتبع العمليات التي قام بها المستخدم أثناء تواجده في الموقع المسجل. ويمكن للمستخدم تسجيل خروجه من الموقع بشكل صريح عن طريق النقر على مربع أو كلمة تسجيل الخروج أو بشكل ضمني من خلال إيقاف محطة عمله أو إغلاق المتصفح أو ترك الموقع أو عدم تحديث الموقع خلال مدة معينة.
أما بالنسبة للمواقع التي تستخدم ملفات التعريف بعد تسجيل خروج المستخدم لتتبع العمليات عادة مايتم حذفها من الحاسب الآلي للمستخدم بالإضافة إلى أن الخادم يبطل أي ارتباط بالجلسة مما يجعل ملفات التعريف (الكوكيز) غير مجدية، وهذه الخاصية ضرورية إذا كان الشخص يستخدم جهاز الحاسوب عام متصل بشبكة لا سلكية عامة وينبغي عليه أن لا يعتمد على وسائل غير صريحة لتسجيل الخروج كإجراء أمني، خاصة إذا كان الشخص يستخدم جهاز الحاسوب عام ويجب عليه الانتظار حتى يتأكد من تسجيل الخروج.
تسجيل الخروج من الجهاز عند الانتهاء منه هو سلوك أمني لمنع غير المخولين من العبث به. ويختار بعض الأشخاص وضع كلمة مرور (على شكل شاشة توقف) وتنشط بعد فترة من السكون. وهي تطلب من المستخدم إعادة إدخال بياناته المعتمدة لفتح شاشة التوقف وإتاحة الوصول للنظام. وتوجد عدة وسائل لتسجيل الدخول إما عن طريق بصمة الأصبع أو العين أو كلمة مرور وتكون إما صوتية أو نصية أو غير ذلك.

## أصل الكلمة
كلمة (تسجيل الدخول) اشتقت من الفعل (إلى) تسجيل الدخول والتي تم قياسها على الفعل (على مدار الساعة) وقد يكون لهذا المصطلح أكثر من أصل حرفي.
تميل أنظمة الحاسوب لحفظ تسجيل دخول المستخدمين وبالتالي التسجيل وهو المطالبة إلى الدخول لسجل النظام عن طريق الوصول إليه. ولقد أصبح المصطلح شائع الاستخدام بين مستخدمي الحاسوب منذ نشأة نظام بولتن بورد (Bulletin Board System BBC) عام 1970م.